# Just for One Day (Heroes)
Just for One Day (Heroes) – piosenka autorstwa Briana Eno i Davida Bowiego, zaaranżowana przez producentów singla Davida Guettę i Joachima Garrauda. Ich cover jest z gatunku house/pop.
Piosenka zawiera sampling utworu „Heroes” Davida Bowiego.

## Lista utworów
Singiel CD
1. „Just for One Day” (Radio edit)
2. „Just a Little More Love” (Wally Lopez remix edit)
3. „Distortion” (Vocal edit remix)

## Pozycje na listach
| Lista przebojów (2004) | Pozycja |
| ---------------------- | ------- |
| French Singles Chart   | 54      |
| UK Singles Chart       | 73      |